# Comté d'Oldenbourg
Pour les articles homonymes, voir Oldenbourg (homonymie).
1108–1774
Entités précédentes :
- Duché de Saxe

Entités suivantes :
- Duché d'Oldenbourg

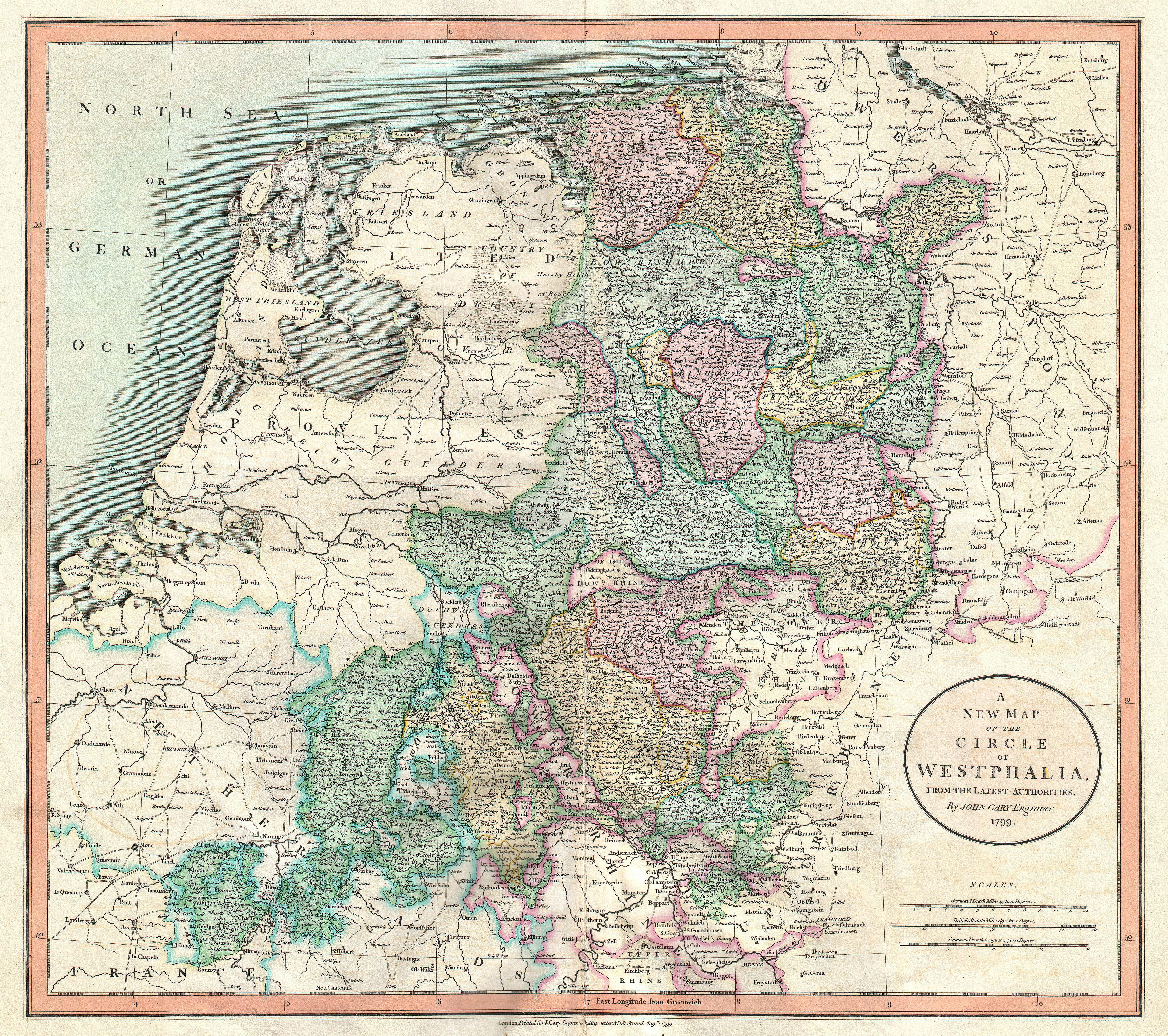
Le comté d'Oldenbourg (en jaune) dans le cercle du Bas-Rhin-Westphalie.

Le comté d'Oldenbourg est un État du Saint-Empire romain germanique situé près de l'embouchure de la Weser, nommé d'après sa capitale, la ville d'Oldenbourg.
Formé en 1108, le comté s'étend aux dépens de la Frise orientale. Sa dynastie régnante, la maison d'Oldenbourg, hérite du trône de Danemark en 1448, lorsque le comte Christian VII devient Christian Ier de Danemark. Le comté passe alors à une branche cadette de la famille en la personne du frère de Christian, Gérard Ier. Cette branche s'éteint en 1667, à la mort du comte Antoine-Gunther, qui ne laisse aucun héritier. Le comté est dès lors gouverné en union personnelle par les rois de Danemark.
En 1773, le Danemark signe le traité de Tsarkoïe Selo (de) avec l'Empire russe. En vertu de ce traité, le tsar Paul Ier cède le Holstein-Gottorp au Danemark (permettant ainsi la réunion du duché de Holstein) en échange du comté d'Oldenbourg. Celui-ci est élevé au rang de duché et attribué à un cousin du tsar, Frédéric-Auguste de Holstein-Gottorp.
Le comté est passé à la Réforme au XVIe siècle, ce qui a donné lieu à la création d'une Église d’État luthérienne selon le régime en vigueur dans le Saint-Empire de gouvernement seigneurial des églises. Cette église subsiste aujourd'hui sous le nom d'Église protestante luthérienne d'Oldenbourg. Elle fait partie de l’Église protestante en Allemagne. 